# Автомагістраль 35 (Йорданія)
Автомагістраль 35, також відома як Королівське шосе — шосе з півночі на південь в Йорданії. Починається на сирійському кордоні на північ від Ірбіду та веде до шосе 15 у  провінцію Маан.

## Історія
Автомагістралі 35 понад 5000 років. Ця дорога була вперше побудована римлянами і була частиною Нової Траянової дороги. Це одна з найбільш історичних магістралей у світі (див. історичне Королівське шосе).

## Туристичні пам'ятки
Це шосе пролягає з півночі на південь від Ірбіда до пустельного шосе в губернаторстві Маан. Цікава горбиста дорога проходить повз замок Керак і Шобак і повз Ваді-Муса, місто, найближче до руїн Петри.

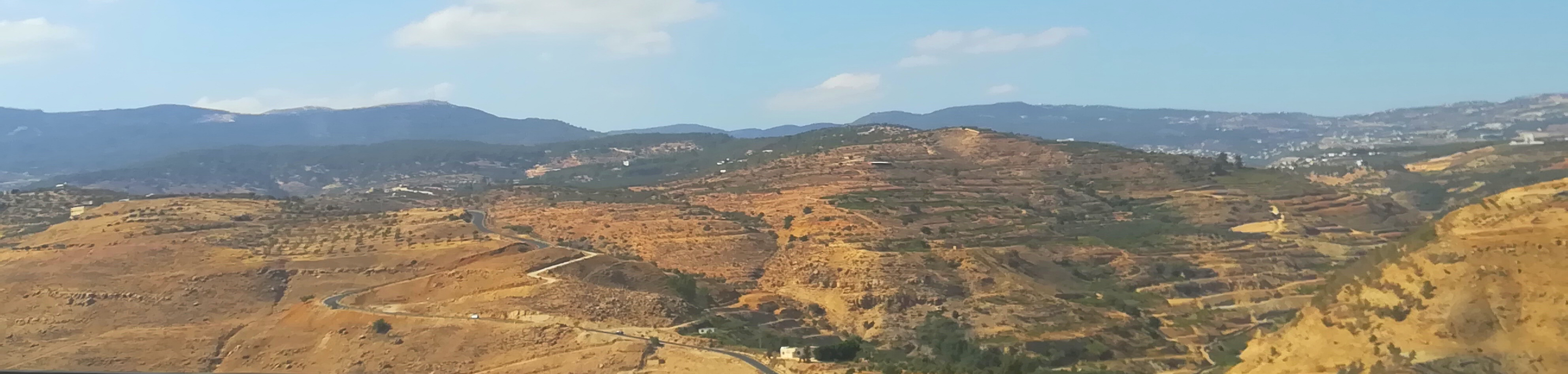
Шосе 35 в Йорданії